# 勇払平野
勇払平野（ゆうふつへいや）は、北海道にある苫小牧市を中心とする平野。

## 概要
北は小高い丘を経て石狩平野へ繋がっており、南側は太平洋に面する。平野の大部分は苫小牧市で、西部は苫小牧の市街地で東部は勇払原野（後述）が広がっている。
北海道全体の港湾貨物取扱量の40％以上を占める苫小牧港があるため、北海道の経済の中心である札幌都市圏との間の交通が発達しており、石狩平野とのつながりは強い。また東部は苫小牧東部開発地域として苫小牧東港が設けられ、重工業誘致のための大規模開発地域に指定されたが、当初は誘致に応じた企業が少なかった。その後、石油備蓄基地の建設や、近年になり、自動車部品やパソコン周辺機器などの企業進出の増加がみられる。

## 勇払原野
元々勇払平野は支笏古火山、樽前山等の噴火による軽石を含む火山灰地である。さらに西側は樽前川、東側は勇払川、美々川などの複数の河川を含む湿原・湿地であった。現状、まだ自然が残っている東側を勇払原野と呼んでいるが、特に原野として当初から保護されていたわけではなく、石油危機によって開発計画が中止されて取り残された約3万6千ヘクタールが勇払原野と呼ばれている。実際に、東部の植苗地区や沼ノ端地区は、かつては広葉樹からなる原生林が多く残っていたものの現在は宅地化が進んでいる。このほか、苫小牧東部開発地区に含まれていた弁天沼はウトナイ湖よりは規模が小さいとはいえ渡り鳥の中継地であるが、開発地区に含まれていたために鳥獣保護区などの指定はされていない。
バードサンクチュアリ及びラムサール条約に登録されているウトナイ湖が存在し、多くの野鳥が観察されるほか、国内においてハスカップの最大の群生地である。
日本野鳥の会によると、勇払原野で確認されている鳥類は、チュウヒ、アカモズ、オジロワシ、タンチョウといった絶滅危惧種や希少種を含めて277種。原野東部で計画されている風力発電所に対して、バードストライクなどが懸念されるとして2020年7月9日に見直しを要請するよう求める要望書を北海道知事へ送った。北海道大学助教授の先崎理之助（保全生態学）らは2021年、シマクイナの繁殖を日本国内では初めて確認した。
勇払原野は、現在の海岸沿いに発達した砂嘴の内側の湖水が淡水化して、平野を形成したもので、海岸線沿いに数メートルの高さの砂丘を持っていたが、最近の海岸線の浸食で、砂丘の多くが失われた。